# Spacer DNA
Spacer DNA, ook wel IGS genoemd (naar de Engelse afkorting voor intergenic spacer), is een stuk uniek niet-coderend DNA dat zich naast repetitief DNA tussen twee genen bevindt. Een voorbeeld van spacer DNA is te vinden tussen de herhalingen in ribosomaal RNA.
Bij de bacteriën zijn de spacer DNA-stukjes slechts enkele nucleotides lang. Bij eukaryoten zijn deze veel langer en bevatten zelf dan vaak ook herhalingsreeksen. Hierdoor is bij de zoogdieren veruit het grootste deel van het DNA niet-coderend.
Blijkbaar zijn deze spacer DNA gevoeliger voor genetische wijzigingen. Het is dan ook aannemelijk dat wijzigingen in het spacer DNA geen rechtstreeks gevolg heeft op de werking van het DNA. Dit soort DNA komt onder andere voor in de nucleolus (kernlichaampje).